# Sagesse (Verlaine)
Sagesse est le titre du cinquième recueil poétique en vers de Paul Verlaine, publié en novembre 1880 à la Société générale de librairie catholique. 
Recueil inaugurant le triptyque poétique religieux poursuivi par Amour (1888) et achevé par Bonheur (1891), il marque le retour de l'auteur sur la scène littéraire après plus de sept années d'absence, marquées par son incarcération et son élan nouveau vers le catholicisme en 1874.

## Histoire

### Genèse et publication du recueil
Selon les « Notes sur l'établissement du texte » rédigées par les éditions de la Librairie générale française, les poèmes du recueil Sagesse ont été écrits par Paul Verlaine entre 1873 et 1880. Deux poèmes ont été rédigés avant que Paul Verlaine ne blesse Arthur Rimbaud par balles (juillet 1873) et cinq autres poèmes ont été écrits en prison avant que Paul Verlaine ne se convertisse au catholicisme (mai 1874). Parmi ces poèmes se trouve le plus célèbre du recueil : « Le ciel est, par-dessus le toit, si bleu, si calme », que l'auteur a toutefois remanié après sa conversion religieuse. Tous les autres poèmes du recueil ont été écrits par Paul Verlaine dans sa « période chrétienne » dans une optique de repentance pieuse et d'affirmation de sa foi.
Le recueil est publié en décembre 1880 par la Société générale de librairie catholique, qui indique dans l'ouvrage le millésime 1881. Le tirage est réalisé à compte d'auteur à seulement 500 exemplaires, Paul Verlaine avançant 600 francs auprès de son éditeur pour que celui-ci accepte de prendre en charge l'impression. Très peu distribués, la plupart des exemplaires de cette édition originale seraient restés invendus et auraient été détruits ultérieurement par l'éditeur.

### Réception
Dans l'introduction du recueil Sagesse paru aux éditions de la Librairie générale française (2006), l'universitaire Olivier Bivort explique que le recueil ne rencontra « aucun succès à sa parution, ni dans la presse, ni dans le public » et précise : « Son éditeur, une fois le volume payé et imprimé, s'en désintéressa complètement ». Le succès du recueil ne vint qu'ultérieurement : « À la mort de Verlaine en 1896, La Plume lança un questionnaire sur l'héritage du poète. À la question "Quelles sont les meilleures parties de l'œuvre de Paul Verlaine ?", Sagesse venait en tête des réponses avec 93 suffrages, suivi par les Fêtes galantes (48 voix) ».

## Analyse
Le recueil comporte un nombre assez important de poèmes amples et montre une autre voie dans la production du poète. Verlaine y revient sur son parcours douloureux avant de montrer sa transformation mystique quand il retrouve la foi catholique (« Ô mon Dieu vous m'avez blessé d'amour », II,1) sans faire disparaître son mal de vivre (« Je ne sais pourquoi / Mon esprit amer / D'une aile inquiète et folle vole sur la mer », Sagesse, III,7, qui associe des vers impairs de 5, 9 et 13 syllabes et la fonction du refrain) avec une grande force suggestive (« Et l’air a l’air d’être un soupir d’automne, / Tant il fait doux par ce soir monotone / Où se dorlote un paysage lent. » (Le son du cor s’afflige vers les bois… III,9).

## Éditions modernes de référence
- Œuvres poétiques complètes, texte établi et annoté par Y.-G. Le Dantec, Bibliothèque de la Pléiade, Gallimard, 1938 ; complété et présenté par Jacques Borel, 1962
- Œuvres complètes, présentation chronologique d'après manuscrits, textes originaux et variantes, par Jacques Borel et Samuel Silvestre de Sacy, 2 vol., Paris, Le Club du meilleur livre, 1959